# Edgar Jones
Pour les articles homonymes, voir Jones.
Edgar Jones, né le 17 juin 1956, à Fort Rucker, Alabama, est un joueur américain de basket-ball de NBA de 1980 à 1986.
Étudiant à l'université du Nevada à Reno de 1975 à 1979, Edgar Jones joue pour le club universitaire du Nevada Wolf Pack et détient le record de l'école du nombre de points inscrits en carrière (1877) qui est battu par Nick Fazekas en 2006.
Jones est sélectionné au 2e tour de la draft 1979 par les Bucks de Milwaukee. Au cours de sa carrière, il joue pour les Spurs de San Antonio et les Cavaliers de Cleveland. Edgar Jones participe au Slam Dunk Contest 1984.
Il joue également en Grèce au Panathinaikos de 1988 à 1990 et pour Aris Salonique en 1991-1992.

## Pour approfondir
- Liste des joueurs de NBA avec 10 contres et plus sur un match.